# Procesos internos de selección de candidatos de Movimiento Ciudadano para el proceso electoral de 2023-2024
Los procesos internos de selección de candidatos de Movimiento Ciudadano para las elecciones de 2024, es la denominación del método institucional del partido Movimiento Ciudadano, para delinear la estructura electoral que busca seleccionar a sus candidatos en el marco de las elecciones de México de 2024.

## Organización
El partido notificó al Instituto Nacional Electoral, el día 29 de septiembre de 2023, su método de selección de precandidatos y candidatos en el proceso electoral de 2024. La Comisión del partido determinó que el proceso interno daría inicio el 27 de octubre.
De acuerdo a la convocatoria aprobada se estableció que los aspirantes deben renunciar a sus cargos públicos 6 meses antes de las elecciones, conforme a sus estatutos el 50% de sus candidaturas serían para ciudadanos, bajo los principios de paridad de género y se buscará postular a quienes tengan mayor posibilidad de triunfo. La Comisión Operativa aplicará sistemas de valoración como encuestas de opinión para calificar candidaturas internas y externas, y será la  Comisión Nacional de Convenciones y Procesos Internos la que monitoreará el procedimiento.

### Presidencia de la República
Del 3 al 12 de noviembre será el registro de precandidatos y la elección del candidato presidencial será el 20 de enero, se deben recabar 500 mil firmas que avalen su postulación. Las impugnaciones serán atendidas por la Comisión Nacional de Justicia Intrapartidaria, a más tardar el 3 de febrero.

### Diputaciones y Senadurías
Los aspirantes a los congresos se deben registrar del 4 al 11 de noviembre, el 18 se emitirán los exámenes de procedencia. Las precampañas serán del 20 de noviembre del 2023 al 18 de enero de 2024 y al término deberán entregar un informe de actividades, las impugnaciones se resolverán con fecha límite del 19 de febrero.

### Gubernaturas y Alcaldías
Los registros de precandidatos serán antes del 15 de noviembre.

## Aspirantes
El registro fue el 12 de noviembre en la sede nacional del partido. El 17 de noviembre el partido designó a Samuel García como precandidato único, pero días después se retiraría.
| Aspirante | Aspirante                          | Afiliación partidista | Cargos públicos anteriores | Dictaminación |
| --------- | ---------------------------------- | --------------------- | --- | ------------- |
|           | Samuel Alejandro García Sepúlveda  | Movimiento Ciudadano  | - Diputado del Congreso del Estado de Nuevo León (2015-2018) - Coordinador de Movimiento Ciudadano en Nuevo León (2017-2019) - Senador del Congreso de la Unión (2018-2020) - Gobernador de Nuevo León (2021 - 2023) y (2023-presente) | Procedente    |
|           | Indira Kempis Martínez             | Movimiento Ciudadano  | - Senadora del Congreso de la Unión (Desde 2018) | Improcedente  |
|           | Ana María Moreno Hernández         | Independiente         | N / A | Improcedente  |
|           | Lorena Romo Vite                   | Independiente         | N / A | Improcedente  |
|           | Francisco Javier Rodríguez Espejel | Independiente         | N / A | Improcedente  |
|           | Javier Gerardo Limones Cerniceros  | Independiente         | N / A | Improcedente  |
|           | Benjamín Antonio Russek de Garay   | Independiente         | N / A | Improcedente  |
|           | Ernesto Miguel Sánchez Ruiz        | Independiente         | N / A | Improcedente  |

El 2 de diciembre García suspende su licencia y anuncia que se baja de la contienda presidencial. Posteriormente se mencionó a Patricia Mercado Castro, Ivonne Ortega Pacheco, Martha Tagle Martínez y Juan Zepeda Hernández como aspirantes, pero negaron su intención de participar.
Debido a que las precampañas comenzaron y el registro de precandidatos expiró, el 9 de enero de 2024 se seleccionó a Jorge Álvarez Máynez como candidato presidencial, al día siguiente se hace oficial su registro. Por su parte el otro posible contendiente, Dante Delgado Rannauro, afirmó que  la designación de Máynez se logró mediante consensos.
| Aspirante | Aspirante            | Afiliación partidista | Cargos públicos anteriores | Registro oficial    |
| --------- | -------------------- | --------------------- | --- | ------------------- |
|           | Jorge Álvarez Máynez | Movimiento Ciudadano  | - Regidor del Ayuntamiento de Zacatecas (2004-2007) - Diputado del Congreso de Zacatecas (2010-2013) - Secretario General de Acuerdos de Movimiento Ciudadano (2018-2021) - Diputado del Congreso de la Unión (2015-2018) y (2021-presente) | 10 de enero de 2024 |

## Precandidatos locales
El partido registró oficialmente a sus precandidatos a las gubernaturas.
| Cargo            | Proceso electoral                                 | Precandidato seleccionado        |
| ---------------- | ------------------------------------------------- | -------------------------------- |
| Jefe de Gobierno | Elecciones locales de la Ciudad de México de 2024 | Salomón Chertorivski Woldenberg  |
| Gobernador       | Elecciones estatales de Chiapas de 2024           | Karla Muñoz Balanzár             |
| Gobernador       | Elecciones estatales de Guanajuato de 2024        | Yulma Rocha Aguilar              |
| Gobernador       | Elecciones estatales de Jalisco de 2024           | Pablo Lemus Navarro              |
| Gobernador       | Elecciones estatales de Morelos de 2024           | Jessica Ortega de la Cruz        |
| Gobernador       | Elecciones estatales de Puebla de 2024            | Fernando Morales Martínez        |
| Gobernador       | Elecciones estatales de Tabasco de 2024           | Inés de la Fuente Dagdug         |
| Gobernador       | Elecciones estatales de Veracruz de 2024          | Hipólito Deschamps Espino Barros |
| Gobernador       | Elecciones estatales de Yucatán de 2024           | Vida Gómez Herrera               |